# Mart Tarmak

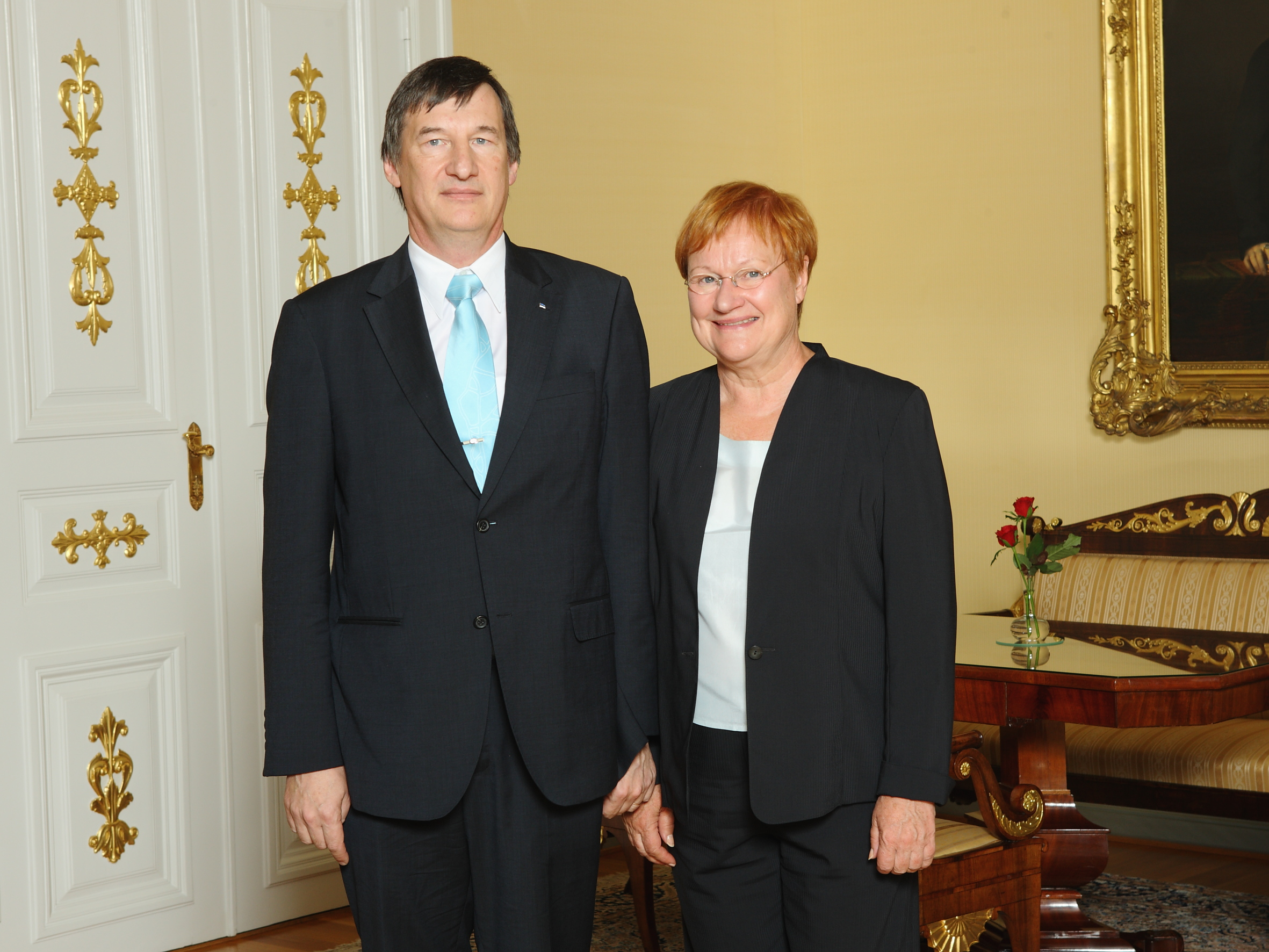
Mart Tarmak e Tarja Halonen em 2010

Mart Tarmak (até 1976 Mart Muttikas; nascido em 10 de abril de 1955 em Tallinn) é um diplomata estoniano.
Ele estudou na 21ª Escola Secundária de Tallinn em 1973 e formou-se em química pela Universidade de Tartu em 1978. Posteriormente, estudou lituano e jornalismo na Universidade de Vilnius e português na Universidade de Lisboa. Desde 1989 ele é membro do Comité Olímpico da Estónia.
Postos diplomáticos:
- Embaixador da Estónia em Portugal 2006-2010
- Embaixador da Estónia em Marrocos 2008-2011
- Embaixador da Estónia na Finlândia 2010-2014
- Embaixador da Estônia no Brasil, Colômbia, Peru e Chile 2014 / 2015-2020

Em 2005, ele foi agraciado com a Ordem da Cruz Vermelha da Estónia, quinta classe.